# Хайда Гуаи
Хайда Гуаи (до 2010 г. Кралица Шарлота, на английски: Haida Gwaii Islands, Queen Charlotte Islands) е архипелаг в североизточната част на Тихия океан, край западния бряг на Канада, в провинция Британска Колумбия. На север протокът Диксън Ентранс го отделя от архипелага Александър, на изток протокът Хеката – от континента, а на юг заливът Кралица Шарлота – от канадския остров Ванкувър.
Целият архипелаг се състои от 2 големи, няколко по-малки острова и около 150 много малки островчета и скали с обща площ 10 180 km². Двата най-големи острова са: Грейъм (6361 km²) и Морсби (2608 km²), а по-малките – Луиз (275 km²), Лайел (176 km²) и Кангит (132 km²).
Островите принадлежат към външния пояс на канадската част от планинската система на Кордилерите, който е частично потънал във водите на Тихия океан. Западните брегове на архипелага са планински, високи и стръмни, с множество дълги и тесни фиорди, вдаващи се на няколко десетки километра навътре в сушата. Максималната височина е 1250 m. В североизточната част на остров Грейъм, в района на дълбоко вдадения в сушата залив Масет, е разположена обширна низина.
Климатът е умерен, океански, много влажен и почти целите острови са заети от гъсти и влажни иглолистни гори. Разработват се находища на каменни въглища. През 2021 г. населението на архипелага наброява 4526 души, живеещи в няколко малки селища. Основният поминък на населението е дърводобивът и риболовът. Островите са открити и първоначално картографирани през 1774 г. от испанската експедиция, възглавявана от Хуан Хосе Ернандес Перес (1725 – 1775). От 1792 до 1794 г. архипелагът е детайлно изследван и картографиран от британската експедиция на Джордж Ванкувър (1757 – 1798), който го наименува в чест на английската кралица Шарлота фон Мекленбург-Щрелиц, съпруга на британския монарх Джордж III. През 2010 г. архипелагът е преименуван на Хайда Гуаи по името на местното индианско племе (около 1500 души през 2010 г.), населяващо островите.